# Alizée
Alizée Jacotey (/a.li.ze/) (sinh 21 tháng 8 năm 1984) là một nữ ca sĩ người Pháp. Tài năng của cô được Mylène Farmer phát hiện khi cô đoạt giải trong cuộc thi tài năng Graines de Star, năm 1999. Trong khi hợp tác với Mylène Farmer và Laurent Boutonnat, Alizée đã phát hành cả hai album được đánh giá cao ngoài nước Pháp.
Alizée bắt đầu tham gia làng âm nhạc vào năm 2000. Từ lúc đó cô cho ra mắt ba album - album đầu tiên có nhạc soạn bởi Laurent Boutonnat và lời của Mylène Farmer. Album đầu tiên của cô là Gourmandises, nhận chứng chỉ Bạch kim trong vòng ba tháng phát hành. Gourmandises rất thành công cả ở Pháp và nước ngoài—sau khi phát hành trên toàn thế giới và đưa Alizée trở thành nữ ca sĩ người Pháp ăn khách nhất năm 2001. Album chứa bài hát thành công nhất của cô "Moi... Lolita" đã được xếp hạng nhất ở một vài quốc gia châu Âu và Đông Á. Chiến dịch thương mại xây dựng hình ảnh của cô dựa trên nhân vật Lolita trong văn học Nga. Gourmandises có album thứ hai tiếp bước, Mes Courants Électriques năm 2003, cũng thành công không kém, mặc dù không được thành công như album đầu tiên của Alizée. Tiếp nữa, Alizée đã đi lưu diễn tại Pháp trong mùa thu năm 2003, biểu diễn 43 lượt xuyên suốt nước Pháp, cùng với Bỉ và Thụy Sĩ.
Alizée cưới nam ca sĩ người Pháp Jérémy Chatelain vào cuối năm 2003. Cô ngừng hát từ khi cưới, nhưng quay trở lại với một album mới, mang tên Psychédélices vào ngày 3 tháng 12 năm 2007.
Album thứ tư của cô mang tên Une enfant du siècle được phát hành vào ngày 29 tháng 3 năm 2010. Đầu năm 2011, cô thu âm một bản song ca với Alain Chamfort cho album mới  Elle & lui của ông.
Sau 3 năm, album phòng thu tiếp theo của Alizée được phát hành, mang tên 5 nhận được chiến dịch quảng bá liên tục bao gồm hai bài hát đầu tiên "À cause de l'automne" và "Je veux bien". Sau đó cô hợp tác vơi ca sĩ người Anh Olly Murs trong đĩa đơn "Dear Darling". Bắt đầu từ ngày 28 tháng 9, cô tham gia Show truyền hình Danse avec les Stars (phiên bản Pháp của Bước nhảy hoàn vũ), và dành chiến thắng vào ngày 23 tháng 11 năm 2013.
Tận dụng thành công trong hậu Danse avec les Stars, Alizée cho ra mắt album phòng thu tiếp theo, chỉ một năm sau album gần nhất, được mang tên Blonde. Album nhận được những đánh giá trái chiều và không đạt được thành công về mặt thương mại như mong đợi.

## Tiểu sử

### Những năm đầu
Cô còn được biết đến với biệt hiệu Lily, Alizée bắt đầu học nhảy từ rất sớm, và đến bốn tuổi thì đã thành thạo. Một năm sau, cô được tuyển vào nhóm nhảy của Corse nổi tiếng của trường học, École du Spectacle de Monique Mufraggi, và rèn luyện ở đây cho đến khi 15 tuổi. Năm 1995, ở tuổi mười một, cô thắng trong cuộc cạnh tranh màu sắc được chứng nhận bởi Air Outre Mer, một hãng hàng không của người Pháp trước đây bây giờ đã bị mua lại một phần bởi Swissair. Thiết kế đạt giải nhất của cô ấy đã được trình diễn lại trong khoang bay của hãng hàng không đó. Sau đó cái máy bay đã được đặt theo tên cô và để ghi nhận sự cố gắng của cô, Alizée đã có một chuyến bay tới Maldives.
Năm 1999, cô xuất hiện trên TV trong cuộc trình diễn tài năng "Graines de Star", truyền đi bởi Métropole 6. Lúc đầu cô ấy đăng ký cho chương trình nhảy. Nhưng tiết mục nhảy chỉ để cho các nhóm. Bởi vậy nên Alizée tham gia vào thể loại hát, biểu diễn bài Ma Prière (một bài đơn ca của Axelle Red năm 1997). Cô đã thắng giải "Meilleure Graine" cho giọng ca trẻ đầy hứa hẹn của tương lai.
Năng lực của cô ấy đã được diva kỳ cựu người Pháp Mylène Farmer và Laurent Boutonnat để mắt tới, họ đang tìm một giọng ca trẻ để tham gia vào dự án của họ. Họ tìm đến Alizée và cô đã được chọn sau khi thử giọng. Bộ đôi tổ chức cho cô ấy với dàn nhạc, phổ biến hình ảnh của cô tới công chúng. Năm 2000, họ sản xuất album đầu tiên của cô, Gourmandises đã rất thành công tại Pháp, Đức, México, Scotland và cả ở Vương quốc Anh. Bài đầu tiên là Moi... Lolita, miêu tả Alizée như là một Lolita là người có khả năng "làm chảy trái tim của những người đàn ông địa phương". Một số khác công nhận khả năng biến đổi âm nhạc và chất nghệ sĩ của cô. Alizee thắng giải M6 năm 2000. Cô quay lại với album kế tiếp, Mes Courants Électriques, năm 2003. Album thứ hai này của cô cũng thành công vang dội không kém album đầu tiên, mặc dù nó không rộng như Gourmandises. Nó cũng theo chân album trực tiếp của cô trong chuyến lưu diễn ngoại ô.

### Cuộc sống cá nhân
Mặc dù các album đã dựng lên hình ảnh cô mát mẻ, hình ảnh rất lolita, Alizée có một "hình ảnh rất trong sạch trong lòng công chúng như một cô bé teen hoàn hảo" trong thời kỳ tuổi teen. Vì cô rất e thẹn và kín đáo, nhưng cô lại rất thích biểu diễn trước khán giả. Mặc dù đã có nghề nghiệp ca hát, Alizée vẫn thích nhảy hơn, đặc biệt trong các bài nhạc nhảy cổ điển, jazz, ballet, tap và flamenco. Ngoài ra Alizée còn thích bóng đá. Cô là cổ động viên cho AC Ajaccio (Corse), và đã được họ một lần mời sút bóng.
Alizée cũng rất tích cực tham gia các hoạt động từ thiện thông qua Les Enfoirés, một tổ chức của người Pháp chuyên tổ chức và thu gom quỹ từ thiện qua các buổi biểu diễn mỗi năm. Tiến trình của buổi biểu diễn tới Les Restaurants du Coeur. Tổ chức, lập ra bởi nhà soạn hài kịch người Pháp Coluche, cứu trợ thức ăn cho người nghèo. Alizée tham gia biểu diễn vào những năm 2001, 2002 và 2008.
Alizée cưới nam ca sĩ người Pháp Jérémy Chatelain, người mà cô đã gặp tại lễ trao giải Eurobest năm 2003. Họ cưới nhau vào ngày 6 tháng 11 năm 2003 tại Las Vegas, Nevada, USA. Cặp đôi có con đầu tiên vào ngày 29 tháng 4 năm 2005 —bé gái được đặt tên Anny-Lee. Hiện cô đang ngụ tại Paris, Pháp. Cô rất kín đáo về cuộc sống riêng tư và luôn giữ con mình khỏi truyền thông nhiều nhất có thể, nhưng từ năm 2011, cô đã cởi mở hơn. Jeremy và Alizée ly hôn vào đầu năm 2012. Trong thời gian thi Danse avec les stars mùa thu năm 2013, Alizée gặp bạn trai hiện tại của cô Grégoire Lyonnet.

### Sự nghiệp
Alizée bắt đầu sự nghiệp vào năm 2000 với album Gourmandises. Ngay lập tức nó đã được thu hút ở châu Âu và nước ngoài. Album đứng vững ở vị trí 5 album hàng đầu của biểu đồ đánh giá tại Pháp, Đức, México, các nước châu Á. Theo chân album này là một album khác vào năm 2003, Mes Courants Électriques, và album trực tiếp Alizée En Concert năm 2004.
Alizée đã bán được gần 5 triệu album và bài hát đơn trên toàn cầu. Cô cũng tham gia rất nhiều các sô diễn ở ngoài châu Âu và Nga, và cả các hoạt động thương mại ở Nhật Bản. Gần đây nhất, cô trở nên nổi tiếng ở Bắc Mỹ như ở châu Âu; các cuộc biểu diễn gần đây nhất với chiến dịch quảng bá đã tạo cho cô lượng người hâm mộ rầm rộ phần lớn từ Mỹ và Mexico.
Đám cưới được tổ chức vào năm 2003, Alizée đã ngừng các hoạt động diễn và tránh xuất hiện trước các phương tiện từ đó, và trang mạng chính thức cũ của cô đã cúp từ năm 2005. Cô xuất hiện lần đầu tiên kể từ đó trên kênh MTV France vào ngày 18 tháng 2 năm 2006. Cô bắt đầu xuất hiện trên các phương tiện vào nửa đầu năm 2007 để quảng bá album thứ ba của cô, Psychédélices.

#### Gourmandises

Bìa đĩa Gourmandises.

Alizée cho ra mắt lần đầu tiên bài hát đơn của cô, Moi... Lolita (2000), bài hát thành công nhất của cô cho đến nay. Nó còn rất thành công tại Châu Âu vài nước ở phía Đông Châu Á, được xếp hạng nhất tại một vài quốc gia. Thật vậy, hình ảnh của Alizée gắn liền với tính cách nhân vật Lolita, theo cuốn tiểu thuyết của Vladimir Nabokov. Đoạn phim cho bài hát đơn này, ngẫu nhiên đã đưa cô vào đóng phim, với Alizée trong vai một cô thôn nữ đi chơi câu lạc bộ đêm. Bài hát sau này được dùng làm nhạc mở đầu cho bộ phim sản xuất vào năm 2006, A Good Year, và là một phần của nhạc phim.
Bài hát trong album đầu tiên của cô, "Gourmandises" (2000), được dịch thành "Duyên dáng" trong tiếng Anh. Album này, được Farmer viết và soạn bởi Boutonnat, đã bán được hơn 850.000 bản tại Pháp. Nó trở thành Platinum chỉ trong ba tháng. Năm 2001, album này, phần lớn tất cả các bài hát đều mang chất "risqué lyrics", đã được khởi xướng với quy mô Quốc tế, và cô trở thành nữ ca sĩ người Pháp ăn khách nhất của năm 2001. Album đã bán được hơn 2 triệu bản trên toàn thế giới. Farmer và Boutonnat giữ kín các thông tin về tiếp thị và điều khiển album cũng như hình ảnh chân dung của Alizée.
Bài hát đơn thứ hai của cô L'Alizé (2000), cũng trong album đó, tiếp bước. Nó cũng thành công khi có được chỗ đứng số một tại Pháp, và cũng khá thành công trên trường Quốc tế. Bài hát có đoạn video "sexily alliterative" trưng diện hình ảnh Alizée đang vùng vẫy trong bong bóng xà phòng và hát về cô. Video được quay tại một phòng thu tại Brussels có một khu có kích thước 25 m - 10 m để có được cảnh bong bóng thật. Bài hát này kế tiếp bài hát trước đó - có tiêu đề, Gourmandises. Đoạn video, gồm một nhóm có cả nam và nữ đi picnic, bị bắn trong ngày. Bài hát cuối cùng trong album là Parler Tout Bas (2001), với chủ để là giấc mơ và sự mất đi vẻ ngây thơ. Ở Pháp, "Parler tout bas" là bài thứ ba, tiếp đến mới là "Gourmandises".

#### Mes Courants Électriques
Năm 2003, Alizée quay trở lại với album thứ hai của cô "Mes Courants Électriques", hoặc "My Electric Currents" trong bản dịch tiếng Anh. Với sự ra mắt album này, cô đã thay đổi hình ảnh của mình từ một 'Lolita' thành một thiếu nữ. Album này cũng được soạn bởi Farmer và Boutonnat. Trong khi nó khá thành công ở trong và ngoài nước Pháp, album thứ hai mang âm hưởng tiếng Anh này không được thành công như album đầu tiên, Gourmandises. Nó bán được hơn 400000 bản tại Pháp.
Bài hát đầu tiên trong album, J'en ai marre! hay còn gọi là "Mon Bain de Mousse" tại Nhật Bản — phát hành năm 2003. Đoạn clip này cho thấy Alizée trong một căn nhà thủy tinh, đang hát khi có nước phun vào người cô. Chuồng thủy tinh plê-xi, có kích thước 3 by 3 m, được xây dựng trong một phòng thu thuộc Paris, và việc quay video mất hai ngày. Một phiên bản tiếng Anh của bài hát này, có tựa đề I'm Fed Up, cũng được ra mắt, với cách biểu diễn tương tự.
Các bài hát khác trong album là J'ai pas vingt ans và À contre-courant. Giống như J'en ai marre, J'ai pas vingt ans, Youpidou và Amelie M'a Dit cũng có các phiên bản tiếng Anh. Đoạn video cho J'ai Pas Vingt Ans (I'm Not Twenty) giống như một buổi giao hưởng và Alizée nhảy ở giữa với một vài vũ công khác. À Contre-courant, bài hát cuối cùng của album này, có cảnh một nhà máy than đá bị bỏ rơi. Không như bài hát trên, không có bản tiếng Anh cho bài hát này.

#### Alizée En Concert

Bìa đĩa album Alizée En Concert.

Theo chân album thứ hai của cô, Mes Courants Électriques, Alizée đã đi biểu diễn rộng khắp nước Pháp cùng với làm việc tại Bỉ và Thụy Sĩ trong nửa cuối năm 2003. Chuyến lưu diễn bắt đầu vào ngày 26 tháng 8 năm 2003 tại Paris, Pháp. Kết thúc vào ngày 17 tháng 1 năm 2004 tại Le Zénith đại sảnh điện Paris và một số thành phố khác bao gồm Lyon, Rouen, Lille, Grenoble và Dijon, và một số khác nữa.
Một CD và DVD, mang tựa đề "Alizée En Concert" bao gồm các bài hát trong buổi biểu diễn của cô — đã ra mắt trong khoảng cuối năm 2004. Đĩa nhạc CD bao gồm nhiều bài hát, lấy từ các album phòng thu của cô. Đĩa DVD có thời lượng tương tự đĩa CD, với một số phút cộng thêm trong buổi biểu diễn.
Bộ sưu tập được phát hành lại vào cuối năm 2007 tại México bởi Universal music dưới hình thức là một bộ đĩa gồm cả CD+DVD, với các bài hát được biểu diễn tại các trạm địa phương. Với việc phát hành lại và được quan tâm đặc biệt, các bài hát chiếm nhiều vị trí cao trên bảng xếp hạng của nhiều Quốc gia. Album trở nên rất nổi tiếng, chiếm vị trí thứ tư trong bảng xếp hạng Quốc tế vào ngày 28 tháng 5 năm 2007, và vị trí thứ 8 trong xếp hạng album chính.

#### Psychédélices

Bìa đĩa Psychédélices.

Sau bốn năm gián đoạn, đã có một khoảng thời gian cho ánh đèn sân khấu, Alizée quay trở lại vào tháng 12 năm 2007 với album mới, "Psychédélices", album đầu tiên được xây dựng không có sự giám sát bởi người thầy của cô, Mylène Farmer. Album này gồm 11 bài, đã được cho phép tải về dưới dạng kỹ thuật số vào 26 tháng 11 năm 2007, với bản phát hành đầy đủ vào 3 tháng 12 năm 2007 mang nhãn đĩa của RCA Records. Album này có sự hợp tác với Bertrand Burgalat, Daniel Darc, Oxmo Puccino, Jérémy Chatelain, Michel-Yves Kochmann, và Jean Fauque.
Bài hát đầu tiên của album này là Mademoiselle Juliette. Nó được ra mắt vào 30 tháng 9 năm 2007. Rất bất ngờ là nó được ra mắt sớm hơn trên trang mạng Virgin Megastore vào 23 tháng 9 năm 2007, nhưng sau này đã được gỡ xuống với lời xin lỗi từ Virgin Music, Pháp. Bài hát này sau này đã có mặt trên các cửa hàng nhạc trực tuyến và trạm radio, và có vị trí thứ ba trên bảng xếp hạng mua nhạc trực tuyến. Để quảng bá bài hát này, Alizée xuất hiện trên kênh radio của Pháp, NRJ, vào 27 tháng 9 năm 2007. Đoạn video đã được phát lên truyền hình vào ngày 19 tháng 11 năm 2007, mặc dù nó đã có mặt trên MSN France vào ngày 16 tháng 11 năm 2007. Bài hát này cũng được phát hành trên đĩa CD hoặc Vinyl, vào ngày 21 tháng 1, 2008.
Một bài hát khác của album, Fifty-Sixty, đã rò rỉ ra ngoài hai tháng trước khi album ra mắt. Mặc dù lúc đó chưa ai biết tên bài hát, sự rò rỉ đã được khẳng định trên một bài báo có nói về lịch trình phát hành của album. Fifty-Sixty sau này đi kèm với một bài hát khác của album vào tháng 2 năm 2008. Lời bài hát Fifty-Sixty nói rằng, trong cá nhân và theo cách nói ẩn dụ văn học, của một người mẫu trẻ dưới sự dẫn dắt của Andy Warhol, chắc chắn đã bị ảnh hưởng bởi cuộc sống thực trong câu chuyện của Edie Sedgwick. Bài hát kết thúc với sự tin tưởng vào Andy thì cô mới là người mẫu bậc nhất. Ba bản nhạc video  sẽ được phát hành dạng bài hát đơn - một cho phiên bản album và hai bài còn lại cho bản remix. Đoạn video đầu tiên được ra mắt vào ngày 5 tháng 5 năm 2008. Để quảng bá cho bài hát và các video, một trang mạng (www.psychedeclips.com Lưu trữ ngày 15 tháng 8 năm 2014 tại Wayback Machine) và một trang MySpace (www.myspace.com/psychedeclips) đã được tạo..
Cùng với album mới, một trang mạng chính thức đã được thành lập, Album này cũng có thông tin trên trang MySpace. Công đoạn quảng cáo và tiếp thị cho album bắt đầu vào ngày 22 tháng 11 năm 2007 với sự than gia của NRJ National Radio tại Pháp, cũng như TF1 TV, và cả trên mạng.
Vào tháng 3 năm 2008 Alizée đến México lần đầu tiên cho 1 chuyến đi quảng bá ngắn, vào ngày 5 tháng 3 cô đã tuyên bố sẽ có một buổi chụp hình công cộng nhưng nó đã bị ngưng lại bởi lý do an ninh, Alizée đã trả lời báo chí và xin lỗi các người hâm mộ rằng đó không phải là lỗi của cô. Sony BMG México cũng ra một thông báo chính thức rằng đó không là lỗi của Alizée. Alizée cũng hứa rằng sẽ sửa sai bằng cách tổ chức một buổi chụp hình công cộng tại đây vào năm sau. Cô cũng xác nhận rằng tour diễn của mình sẽ bắt đâu vào ngày 18 tháng 5 tại Moskva, theo chân các buổi biểu diễn tại México và Pháp. Cô cũng nói thêm rằng nhạc số bất hợp pháp có hai mặt "tốt" và "xấu" và nói rằng thỉnh thoảng nó tốt bởi nó đạt được số lượt xếp hạng mà cô không nghĩ đến. Sau sự thành công tour diễn của Alizée tại Mexico và sự cố gắng tránh sơ suất trong buổi ra mắt đầu tiên, Alizée thông báo tổ chức một cuộc gặp với người hâm mộ tại Thành phố Mexico, hơn 300 đĩa CD đã được ký tên và Sony BMG México nhận được chứng chỉ Vàng vì đã bán được hơn 50.000 bản "Psychédélices - Mexican Tour Edition". Bài hát thứ tư của "Psychédélices" tại Mexico có chứa hình bìa đĩa của Madonna, "La Isla Bonita", nên nó đã được xếp hàng đầu tiên trong bảng top 10.

#### Tout Alizée

Bìa đĩaTout Alizée

Tiếp nối sự thành công của Alizée En Concert và Psychédélices ở México, hãng đĩa trước đây của Alizée, Universal Music phát hành một album toàn tập, mang tên "Tout Alizée". Album này, là một đĩa chỉ được phát hành tại México, gồm 15 bài (với 4 bài là remix) từ hai album phòng thu đầu tiên của cô. Được tặng kèm một đĩa DVD với vài bài hát của cô. Đĩa tổng hợp của cô leo tới vị trí thứ 62 ở bảng xếp hạng Mexican Top 100 và thứ hai mươi tại Mexican International Top 20.
| Tên                       | Năm  |
| ------------------------- | ---- |
| M6 Music Award            | 2001 |
| DMX Music Award           | 2001 |
| NRJ Music Award           | 2001 |
| World Music Award         | 2002 |
| SACEM Prix Vincent Scotto | 2003 |

## Discography

### Các album
| Năm  | Tựa đề                   | Vị trí trên biểu đồ | Vị trí trên biểu đồ | Vị trí trên biểu đồ | Vị trí trên biểu đồ | Vị trí trên biểu đồ | Vị trí trên biểu đồ | Vị trí trên biểu đồ | Vị trí trên biểu đồ | Vị trí trên biểu đồ | Vị trí trên biểu đồ | Vị trí trên biểu đồ | Vị trí trên biểu đồ |
| Năm  | Tựa đề                   | Áo                  | Bỉ                  | Phần Lan            | Pháp                | Đức                 | Ý                   | Tây Ban Nha         | Thụy Sĩ             | Ba Lan              | Hy Lạp              | Hungary             | Mexico              |
| ---- | ------------------------ | ------------------- | ------------------- | ------------------- | ------------------- | ------------------- | ------------------- | ------------------- | ------------------- | ------------------- | ------------------- | ------------------- | ------------------- |
| 2000 | Gourmandises             | 40                  | 7                   | 26                  | 1                   | 29                  | 27                  | 22                  | 27                  | 13                  | 27                  | 23                  | 25                  |
| 2003 | Mes Courants Électriques | -                   | 9                   | -                   | 2                   | 26                  | 29                  | -                   | 13                  | -                   | 27                  | 90                  | 24                  |
| 2004 | Alizée En Concert        | -                   | -                   | -                   | 38                  | -                   | -                   | -                   | -                   | -                   | -                   | -                   | 8                   |
| 2007 | Psychédélices            | -                   | 50                  | -                   | 16                  | -                   | -                   | -                   | 99                  | -                   | -                   | -                   | 15                  |
| 2007 | Tout Alizée              | n/a                 | n/a                 | n/a                 | n/a                 | n/a                 | n/a                 | n/a                 | n/a                 | n/a                 | n/a                 | n/a                 | 22                  |

| Legend | Studio Album | Live Album | Compilation |

### Các bài hát
| Năm  | Tiêu đề                             | Vị trí trên biểu đồ | Vị trí trên biểu đồ | Vị trí trên biểu đồ | Vị trí trên biểu đồ | Vị trí trên biểu đồ | Vị trí trên biểu đồ | Vị trí trên biểu đồ | Vị trí trên biểu đồ | Vị trí trên biểu đồ | Vị trí trên biểu đồ | Vị trí trên biểu đồ | Vị trí trên biểu đồ | Vị trí trên biểu đồ | Vị trí trên biểu đồ | Vị trí trên biểu đồ | Vị trí trên biểu đồ | Vị trí trên biểu đồ | Vị trí trên biểu đồ | Vị trí trên biểu đồ | Vị trí trên biểu đồ | Vị trí trên biểu đồ | Vị trí trên biểu đồ | Vị trí trên biểu đồ | Album                    |
| Năm  | Tiêu đề                             | AT                  | BE                  | DK                  | UK                  | EE                  | FR                  | DE                  | IL                  | IT                  | JP                  | NL                  | PL                  | ES                  | CH                  | HK                  | TW                  | CR                  | SV                  | SL                  | KR                  | SK                  | CZ                  | MX                  | Album                    |
| ---- | ----------------------------------- | ------------------- | ------------------- | ------------------- | ------------------- | ------------------- | ------------------- | ------------------- | ------------------- | ------------------- | ------------------- | ------------------- | ------------------- | ------------------- | ------------------- | ------------------- | ------------------- | ------------------- | ------------------- | ------------------- | ------------------- | ------------------- | ------------------- | ------------------- | ------------------------ |
| 2000 | Moi... Lolita                       | 5                   | 2                   | 9                   | 9                   | -                   | 2                   | 5                   | 1                   | 1                   | 1                   | 2                   | 2                   | 1                   | 11                  | 1                   | 3                   | 5                   | 52                  | -                   | -                   | -                   | -                   | -                   | Gourmandises             |
| 2000 | L'Alizé                             | 52                  | 5                   | -                   | -                   | 1                   | 1                   | 43                  | 21                  | -                   | -                   | 63                  | 9                   | -                   | 23                  | -                   | -                   | -                   | -                   | -                   | -                   | -                   | -                   | -                   | Gourmandises             |
| 2001 | Gourmandises                        | -                   | 21                  | -                   | -                   | -                   | 14                  | -                   | -                   | -                   | -                   | -                   | -                   | -                   | 70                  | -                   | -                   | -                   | -                   | -                   | -                   | -                   | -                   | -                   | Gourmandises             |
| 2001 | Parler tout bas                     | -                   | 15                  | -                   | -                   | -                   | 12                  | -                   | -                   | -                   | -                   | -                   | -                   | -                   | -                   | -                   | -                   | -                   | -                   | -                   | -                   | -                   | -                   | -                   | Gourmandises             |
| 2003 | J'en ai marre / I'm Fed Up          | 43                  | 5                   | -                   | -                   | -                   | 4                   | 21                  | 2                   | 23                  | 2                   | 35                  | 3                   | 11                  | 5                   | -                   | 1                   | -                   | 57                  | 4                   | 1                   | 6                   | -                   | 31                  | Mes Courants Électriques |
| 2003 | J'ai pas vingt ans / I'm Not Twenty | 60                  | 20                  | -                   | -                   | -                   | 17                  | 59                  | 15                  | -                   | -                   | -                   | 5                   | -                   | 60                  | -                   | -                   | -                   | -                   | -                   | 6                   | -                   | 14                  | -                   | Mes Courants Électriques |
| 2003 | À contre-courant                    | -                   | 20                  | -                   | -                   | -                   | 22                  | -                   | 19                  | -                   | -                   | -                   | 18                  | -                   | 64                  | -                   | -                   | -                   | -                   | -                   | -                   | -                   | 79                  | -                   | Mes Courants Électriques |
| 2007 | Mademoiselle Juliette               | -                   | -                   | -                   | -                   | -                   | 22                  | -                   | -                   | -                   | -                   | -                   | -                   | -                   | -                   | -                   | -                   | -                   | -                   | -                   | -                   | -                   | -                   | 49                  | Psychédélices            |
| 2008 | Fifty-Sixty                         | -                   | -                   | -                   | -                   | -                   | -                   | -                   | -                   | -                   | -                   | -                   | -                   | -                   | -                   | -                   | -                   | -                   | -                   | -                   | -                   | -                   | -                   | 65                  | Psychédélices            |
| 2008 | La Isla Bonita                      | -                   | -                   | -                   | -                   | -                   | -                   | -                   | -                   | -                   | -                   | -                   | -                   | -                   | -                   | -                   | -                   | -                   | -                   | -                   | -                   | -                   | -                   | 15                  | Psychédélices (CD + DVD) |

### DVDs
- Alizée En Concert (2004) Mexico (Đạt 10.000 bản)